# Siegfried Jelenko

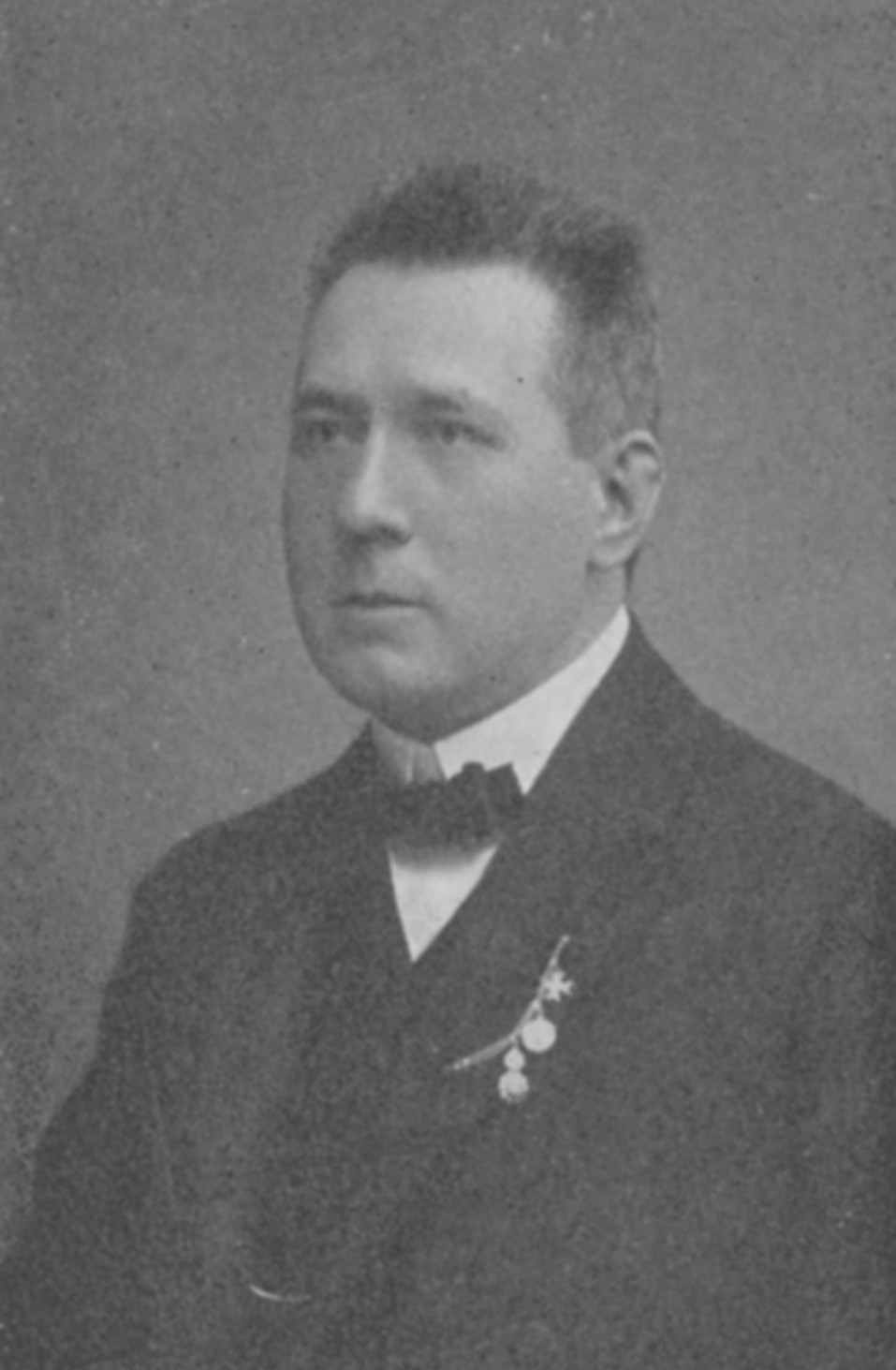
Siegfried Jelenko, um 1909

Siegfried Jelenko (* 19. April 1858 in Wien; † 2. März 1935 ebenda) war ein österreichischer Theaterschauspieler und Theaterregisseur. 

## Leben
Siegfried Jelenko übersiedelte noch in den Kinderjahren mit seinen Eltern nach Cincinnati und brachte in Amerika einen Teil seiner Jugend zu. Nach Wien zurückgekehrt wurde er zuerst Beamter der Wiener Rückversicherungsgesellschaft und später der Handelsbank. Seine Neigung zum Theater wurde immer stärker und nachdem ihn Adolf von Sonnenthal für befähigt erklärt und er sich im Sulkowskyschen Übungstheater bereits als „Ferdinand“ (5. Juni 1876) und im „Faust“ mit gutem Erfolg schauspielerisch betätigt hatte, verließ er das Büro des Bankinstituts für immer und betrat in Gleichenberg unter seinem Taufnamen zum ersten Mal die Bretter (1876). Dann nahm er Engagement am Hoftheater in Sigmaringen, ging dann nach Bremen 1877, dann an das Ostende-Theater nach Berlin 1878, und begann danach ein Wanderleben, das ihn nach Mödling, Olmütz, Pest, Brünn, Kissingen, Würzburg und Marienbad führte, bis er 1883 ans Hoftheater in Karlsruhe verpflichtet wurde. Nachdem er an dieser Hofbühne fünf Jahre gewirkt hatte, trat er 1888 in den Verband des Berliner Theaters. 1890 rückte er zum Regisseur vor und 1892 zum Oberregisseur. In dieser Eigenschaft trat er 1894 zum Residenztheater über, wo er bis 1896 verblieb, wirkte 1897 und 1898 am Berliner Theater und war ab 1899 als Oberregisseur des Schauspiels am Hamburger Stadttheater tätig. Dort war er Mitglied der Hamburger Freimaurerloge Absalom zu den drei Nesseln. 1931 ging er nach Wien, wo er auch verstarb.